# Christian David Lenz
Christian David Lenz (Köslin, ma Koszalin, Lengyelország, 1720. december 26. – Dorpat, ma Tartu, Észtország, 1798. augusztus 14.) balti német evangélikus lelkész, szuperintendens

## Élete
A Hallei Egyetemen tanult teológiát. 1740-ben mint magántanár került Livóniába, amely akkor az orosz balti tartományok közé tartozott. 1742-től Serben (ma: Dzērbene, Lettország) és Drostenhof (ma: Drosti, Lettország) lelkésze lett. 1749 és 1758 közt Seßwegen (ma: Cesvaine, Lettország) pásztora volt. 1759-ben Dorpatba ment, ahol a német gyülekezet lelkipásztora, a városi konzisztórium tagja, a városi iskola felügyelője lett. 1779-ben Livónia szuperintendensévé választották, e tisztet haláláig betöltötte.
Kétszer nősült, több gyermeke is született. Fia, Friedrich David Lenz szintén pap lett, másik fia, Jakob Michael Reinhold Lenz pedig felhagyott tanulmányaival, s a Sturm und Drang egyik költőjeként vált híressé.

## Fordítás
- Ez a szócikk részben vagy egészben  a   Christian David Lenz című német Wikipédia-szócikk ezen változatának fordításán alapul.  Az eredeti cikk szerkesztőit annak laptörténete sorolja fel. Ez a jelzés csupán a megfogalmazás eredetét és a szerzői jogokat jelzi, nem szolgál a cikkben szereplő információk forrásmegjelöléseként.